# Влада Радомана Божовића
Влада Радомана Божовића изабрана 1991. године и трајала до 1993.
То је друга влада коју је изабрао први сазив Народне скупштине Републике Србије.

## Састав Владе
| Ресор                                                            | Слика | Име и презиме                       | Странка | Детаљи |
| ---------------------------------------------------------------- | ----- | ----------------------------------- | ------- | ------ |
| Председник Владе                                                 |       | Радоман Божовић                     | СПС     |        |
| Потпредседник                                                    |       | Србољуб Васовић                     | СПС     |        |
| Потпредседник                                                    |       | Зоран Аранђеловић                   | СПС     |        |
| Потпредседник                                                    |       | Небојша Маљковић                    |         |        |
| Потпредседник Министар финансија                                 |       | Јован Зебић                         | СПС     |        |
| Потпредседник Министар просвете                                  |       | Данило Марковић                     | СПС     |        |
| Потпредседник Министар рударства и енергетике                    |       | Никола Шаиновић                     | СПС     |        |
| Министар одбране                                                 |       | Марко Неговановић                   | СПС     |        |
| Министар унутрашњих послова                                      |       | Зоран Соколовић                     | СПС     |        |
| Министар иностраних послова                                      |       | Владислав Јовановић                 |         |        |
| Министар за економске односе са иностранством и привредни развој |       | Срђан Савић                         | СПС     |        |
| Министар правде                                                  |       | Зоран Ћетковић                      |         |        |
| Министар пољопривреде, шумарства и водопривреде                  |       | Јан Кишгеци                         | СПС     |        |
| Министар индустрије                                              |       | Велимир Михајловић                  |         |        |
| Министар саобраћаја и веза                                       |       | Жарко Катић                         | СПС     |        |
| Министар културе                                                 |       | Миодраг Ђукић                       |         |        |
| Министар вера                                                    |       | Драган Драгојловић                  | СПС     |        |
| Министар омладине и спорта                                       |       | Драган Кићановић Владимир Цветковић |         |        |
| Министар за информације                                          |       | Миливоје Павловић                   |         |        |